# Oficina salitrera Chacabuco
Chacabuco (del mapudungún chacay, árbol de troncos espinosos, y bucu, vertiente) fue una oficina salitrera ubicada en la comuna de Sierra Gorda, Chile. Se encuentra a 98 km al noreste de Antofagasta y a 26 km al noreste de Baquedano.
Las ruinas de la ex Oficina Salitrera Chacabuco fueron decretadas como monumento histórico nacional bajo el decreto n.º 1.749 del 26 de julio de 1971.

## Historia
La empresa Anglo Nitrate Company Limited comenzó la construcción de la Oficina Salitrera Chacabuco en 1922, sobre las ruinas de la Oficina Salitrera Lastenia. La idea era levantar una oficina de 26 hectáreas para la explotación de caliche, para la producción de 15 mil toneladas métricas de salitre o nitrato bajo el sistema de producción Shanks (fue la última oficina salitrera con este sistema de producción). El recinto poseía un núcleo productivo y otro urbano, con todas las comodidades para atender a una población que llegó a 5000 personas. Las operaciones comenzaron en 1924.
La Oficina Salitrera Chacabuco cerró definitivamente sus puertas en 1940 y posteriormente comenzó su desmantelamiento tras la infructuosa espera por parte de Lautaro Nitrate Company por la reactivación industrial del salitre.
En 1968 la oficina fue vendida a la Sociedad Química y Minera de Chile (Soquimich), hoy conocida como SQM.
El 26 de julio de 1971 la ex Oficina Salitrera Chacabuco fue declarada como Monumento Histórico Nacional.
Tras el golpe militar de 1973, le fue expropiada la tenencia a SOQUIMICH por parte de las Fuerzas Armadas de Chile, que la transformaron en el campo de prisioneros políticos de Chacabuco, uno de los campos de concentración más grandes de Chile. En el campamento se recluyeron solamente a hombres de Copiapó, Valparaíso, Santiago, Linares y Concepción. Funcionó como campo de detención y ejecución de prisioneros hasta 1975.
Desde 1990 es propiedad del Fisco de Chile, que administra la oficina por medio del Ministerio de Bienes Nacionales.
La ex oficina salitrera ha sido víctima de constantes saqueos. Actualmente se cobra una tarifa de 2000 pesos chilenos para ingresar al ex campamento minero.[cita requerida]